# パーシー・ブリッジマン
パーシー・ウィリアムズ・ブリッジマン（Percy Williams Bridgman、1882年4月21日 - 1961年8月20日）は、アメリカの物理学者である。高圧の研究で、1946年ノーベル物理学賞を受賞した。
マサチューセッツ州ケンブリッジに生まれた。1900年にハーバード大学に入り、物理を学んだ。1910年から教官を務め、1919年教授になった。1905年から高圧下の物質の性質の研究を始め、高圧装置の改良を行った。当時の装置が300MPaの圧力しか発生できなかったのに対して10GPa以上の高圧を出すことのできる装置を発明した。液体自体の圧力を用いてシールする方法も開発し、ブリッジマン・シールと呼ばれる。
開発した高圧装置を使って、高圧下の物質の電気抵抗などを研究した。また単結晶を成長させる方法をタンマンとは別に開発し、その方法はブリッジマン法と呼ばれる。科学哲学の分野で「操作主義」と呼ばれる科学観の提唱者としても知られる。世界平和に関してラッセル＝アインシュタイン宣言に署名した11人の科学者の1人である。
「高圧物理学の礎を築いた功績」に敬意を表して、2014年にケイ酸塩ペロブスカイト（(Mg,Fe)SiO-3）は、ブリッジマナイト（bridgmanite）と命名された。

## 受賞歴
- 1917年 - ランフォード賞
- 1932年 - エリオット・クレッソン・メダル
- 1933年 - コムストック物理学賞
- 1946年 - ノーベル物理学賞
- 1950年 - ベーカリアン・メダル
- 1951年 - ビンガム・メダル